# L'Envers du paradis (telenovela, 2017)
Cet article possède un paronyme, voir Paradis (homonymie).
Pour les articles homonymes, voir L'Envers du paradis.
L'Envers du paradis (O Outro Lado do Paraíso) est une telenovela brésilienne produite et diffusée entre le 23 octobre 2017 et le 11 mai 2018 sur Rede Globo.
En France d'outre-mer, le feuilleton a été remonté en 120 épisodes de 45 minutes et diffusé entre le 17 décembre 2019 et le 27 mars 2020 sur le réseau La 1ère ainsi que sur Nina TV en 2019-2020.
Le 8 mars 2024, la série est rediffusée sur Nina Novelas.
Le 7 avril 2024 la série est disponible sur 6play.

## Synopsis
Lorsque son mariage tourne au cauchemar, Clara, une modeste provinciale, est internée en hôpital psychiatrique et empêchée de voir grandir son Fils. C’était une combine de sa belle-mère, une femme machiavélique, pour se saisir de ses terres et explorer ses mines d’émeraude. Trahie et humiliée, Clara se remet et revient dix ans plus tard, riche et puissante. En dépit de sa soif de revanche et de justice, Clara décide, avant tout, de regagner la confiance de son fils et peut-être de trouver un nouvel amour.

## Acteurs et personnages
| Acteur/Actrice      | Personnage                                          |
| ------------------- | --------------------------------------------------- |
| Bianca Bin          | Clara Tavares de Monserrat                          |
| Sérgio Guizé        | Gael de Aguiar Monserrat                            |
| Marieta Severo      | Sophia de Aguiar Monserrat                          |
| Lima Duarte         | Josafá Tavares                                      |
| Rafael Cardoso      | Renato Amadeu                                       |
| Grazi Massafera     | Lívia de Aguiar Monserrat Amadeu                    |
| Fernanda Montenegro | Mercedes Alcântara                                  |
| Glória Pires        | Elizabeth Mello (Beth) / Maria Eduarda Feijó (Duda) |
| Thiago Fragoso      | Patrick Bragança                                    |
| Juca de Oliveira    | Natanael Mello                                      |
| Eliane Giardini     | Nádia Barros                                        |
| Luís Melo           | Gustavo Barros                                      |
| Érika Januza        | Raquel Oliveira                                     |
| Caio Paduan         | Bruno Barros                                        |
| Juliana Caldas      | Estela de Aguiar                                    |
| Laura Cardoso       | Madame Caetana                                      |
| Nathalia Timberg    | Beatriz Bragança                                    |
| Juliano Cazarré     | Mariano                                             |
| Eriberto Leão       | Samuel Fagundes                                     |
| Rafael Zulu         | José Aparecido Camargo (Cido)                       |
| Fábio Lago          | Nicácio Santino (Nick)                              |
| Bárbara Paz         | Joana Medeiros (Jô)                                 |
| Emílio de Mello     | Henrique Mello                                      |
| Julia Dalavia       | Adriana Mello                                       |
| Tainá Müller        | Drª Aura Rocha                                      |
| Fernanda Rodrigues  | Fabiana Bragança                                    |
| Mayana Neiva        | Leandra                                             |
| Arthur Aguiar       | Diego Barros                                        |
| Sandra Corveloni    | Lorena Sandoval Gomes                               |
| Zezé Motta          | Zulmira Oliveira (Mãe Quilombo)                     |
| Ana Lúcia Torre     | Adneia Fagundes                                     |
| Flávio Tolezani     | Delegado Vinícius Gomes                             |
| Anderson di Rizzi   | Juvenal                                             |
| Ellen Rocche        | Suzana                                              |
| Genésio de Barros   | Raul                                                |
| Giovana Cordeiro    | Cleo Alcântara                                      |
| Igor Angelkorte     | Rafael                                              |
| Vera Mancini        | Rosalinda                                           |
| Francisco Carvalho  | Eliseu                                              |
| Felipe Titto        | Odilo                                               |
| Alejandro Claveaux  | Hugo                                                |
| Malu Rodrigues      | Karina                                              |
| Bella Piero         | Laura Sandoval                                      |
| Gabriela Mustafá    | Melissa Ignácio Barros                              |
| Rafael Losso        | Zé Victor Flores                                    |
| Pedro Carvalho      | Amaro Antunes                                       |
| Narjara Turetta     | Zildete Matias                                      |
| Vitor Figueiredo    | Tomaz Pereira de Aguiar                             |
| Priscila Assum      | Desireé                                             |
| Juliane Araújo      | Maíra                                               |
| Fernanda Nizzato    | Vanessa                                             |
| Sérgio Fonta        | Amaral                                              |
| Alexandre Rodrigues | Valdo                                               |
| César Ferrario      | Rato                                                |
| Ana Barroso         | Isabel                                              |
| Patrícia Elizardo   | Dr Tônia                                            |
| Telma Souza         | Ivanilda                                            |
| Luciana Fernandes   | Irene                                               |
| Thiago Thomé        | Radu                                                |
| Anderson Tomazini   | Xodó                                                |
| Lucas Pimenta       | Daniel                                              |

## Diffusion
- Rede Globo (2017-2018)
- Teledoce (2019)
- STV (2019)
- Ecuavisa (2019)
- TCS Canal 6 (2019)
- Red Uno (2019)
- Mega (2019)
- La 1ère (2019-2020)
- Nina Novelas (2019-2020) et (2024)
- 6play (2024)

### Sources
- (pt) Cet article est partiellement ou en totalité issu de l’article de Wikipédia en portugais intitulé « O Outro Lado do Paraíso » (voir la liste des auteurs).